# La maschera di cera (film 1933)
La maschera di cera, altrimenti conosciuto come Il mistero del museo delle cere (Mystery of the Wax Museum o anche Wax Museum), è un film horror-thriller del 1933 diretto da Michael Curtiz. Nel cast sono presenti Glenda Farrell, Lionel Atwill e la scream queen dal film King Kong, Fay Wray. Il film è in technicolor bicromatico perché la Warner Bros., che all'epoca aveva un contratto con la Technicolor, dovette rispettare le clausole del contratto che prevedevano di girare tre film con quel sistema (le altre due pellicole furono The Runaround e Il dottor X).
Il film è ispirato all'opera originariamente ideata per il teatro ma poi non utilizzata di Charles Belden, The Wax Works del 1930.

## Trama
Londra, 1921. Ivan Igor è uno scultore abile nel creare opere perfettamente curate e precise in cera. Ma il suo museo delle cere nel centro della città inglese viene bruciato dal socio, che vuole incassare l'assicurazione. Tutto il lavoro della sua vita viene perduto e lui perde l'uso delle mani.
Passano dodici anni. A New York, dove ora vive, Igor, dalla finestra, vede arrivare all'obitorio il corpo di Joan Gale, una giovane donna vittima di un omicidio di cui è accusato il fidanzato, George Winton. Dopo l'arresto di Winton, viene ordinata un'autopsia, ma il cadavere della ragazza è sparito.
Florence Dempsey, una giornalista a caccia di uno scoop, crede all'innocenza di Winton. Un giorno, la ragazza si reca insieme a Charlotte, la sua compagna di stanza, nel nuovo museo delle cere aperto a New York da Igor. Lì, vi lavora come assistente dello scultore il fidanzato di Charlotte, Ralph Burton. Florence è colpita dalla somiglianza della statua di Giovanna d'Arco con la ragazza morta. Così, comincia ad indagare, pedinando insieme a Winton, rilasciato su cauzione, Sparrow, un altro assistente di Igor, un drogato di cui lei sospetta. Nel frattempo, però, Igor tiene prigioniera nel museo Charlotte: vuole - come dice lui - donarle l'immortalità, trasformandola nella statua di Maria Antonietta. Le spiega che, poiché non può più lavorare con le mani, ora usa i corpi di persone vere per ricreare le sue opere. La ragazza, atterrita, urla di terrore. Le sue grida vengono sentite da Ralph che irrompe nel museo. Lottando con Igor, quest'ultimo finisce per cadere dentro una vasca di cera nella quale trova la morte. La storia del museo, piena di emozionanti colpi di scena, fornisce il tanto sospirato scoop a Florence.

## Produzione
Il film prodotto dalla Warner Bros. Pictures, Inc. e dalla The Vitaphone Corp. Venne girato nei Warner Brothers Burbank Studios, al 4000 di Warner Boulevard, a Burbank e le riprese iniziarono l'8 ottobre 1932.
Presenta molti componenti del cast e della crew dell'horror Doctor X, tra i quali Lionel Atwill, Fay Wray, Arthur Edmond Carewe, il regista Michael Curtiz e il cameraman Ray Rennahan. All'inizio del film, viene persino usato lo stesso tema musicale di Doctor X di Bernhard Kaun.
La maschera di cera è l'ultima delle tre pellicole che la Warner Bros. avrebbe dovuto fare in Technicolor bicromatico secondo il contratto del 1931.

### Curiosità
- Le statue di cera assomigliano molto a persone vere. Infatti sono persone vere che stanno immobili. Si dovevano utilizzare delle statue di cera, ma le luci del bicromatico le facevano sciogliere e sono state immediatamente sostituite con degli attori.
- Il film è stato distribuito prima dell'avvento della censura, quindi i riferimenti alla droga (più precisamente al personaggio dello scultore drogato) sono stati tolti nel remake del 1953, La maschera di cera 3D.
- Il set dell'obitorio è lo stesso usato nel film Il dottor X dell'anno prima, sempre diretto da Curtiz e con attori sempre la Wray e Atwill
- Il titolo originale è Mystery Of The Wax Museum (Nelle locandine originali e nella VHS anch'essa americana invece il titolo è The Mystery Of The Wax Museum = Il mistero del museo delle cere) ma in alcune copie della pellicola nel 1933 il titolo era Wax Museum (Museo delle cere)
- Per enfatizzare i collegamenti tra le statue di cera e i protagonisti, alcuni nomi sono uguali. Ad esempio, la suicida Joan Gale: il suo nome è simile all'opera di Joan of Arc (Giovanna d'Arco); Charlotte, il personaggio di Fay Wray, è lo stesso nome dell'assassina di Marat, e l'opera in cera su questo omicidio si trova nel museo.

## Distribuzione
Distribuito dalla Warner Bros., il film venne presentato in prima a New York il 16 febbraio 1933, uscendo poi nelle sale statunitensi il 18 febbraio. Tra i paesi in cui fu distribuito, vi furono i Paesi Bassi (28 settembre 1933) e il Portogallo (14 marzo 1934). In televisione, fu trasmesso per la prima volta nelle Germania Ovest il 24 aprile 1987 e, in una nuova edizione, il 30 giugno 2009 in Finlandia.

### Remake
Nel 1953 ne è stato fatto, diretto da André De Toth e con Vincent Price nel ruolo dello scultore, un remake in 3D dallo stesso titolo (nell'originale, House of Wax) che ha avuto più successo. Nel 2005, è uscito un nuovo remake, con una trama diversa ma con qualche punto della trama che fa intendere di essere un rifacimento a tutti gli effetti in chiave moderna. Questa nuova versione di La maschera di cera è stata diretta da Jaume Collet-Serra e presenta nel cast Elisha Cuthbert, Chad Michael Murray e l'ereditiera Paris Hilton.
Nel 1959, Roger Corman prese spunto dalla storia per il suo Un secchio di sangue (Bucket of Blood).

### Conservazione
La maschera di cera era stato considerato come un film perduto. Ma nel 1970, nell'abitazione di Jack Warner, ne è stata trovata una copia in 35 mm in ottimo stato. È stata trovata anche la copia de Il dottor X, anch'esso ritenuto un film perduto, ma non ha avuto molte attenzioni riguardo alla sua stampa a colori. Nel 1988, la Turner Enternainment creò un laserdisc che venne trasferito all'archivio di film UCLA.

### Home Video
Negli USA nel 1986 è uscita la prima videocassetta distribuita dalla Metro Goldwyn Mayer, la prima versione in commercio dopo la lontana uscita del film nel 1933. In Italia nel 1993 è uscita la cassetta con un ridoppiaggio, dato che quello d'epoca è andato perduto, distribuita dalla Hobby & Work. Nel 2003 la Warner Bros. ha distribuito internazionalmente il DVD del remake del 1953, dove il film del 1933 è presente come contenuto speciale, tuttavia in lingua originale, con sottotitoli opzionabili in italiano, anche se questa edizione in Italia è ormai fuori catalogo. Nel 2005, quando uscì il nuovo remake è stata distribuita (solo negli USA) un'edizione limitata del film in DVD. Qualunque persona avesse comprato il DVD del film del 2005 avrebbe ricevuto anche quest'edizione distribuita dalla Warner Bros., che però non è provvisto di menù principale. Nel 2013 la Warner Bros. ha anche distribuito il Blu-Ray che contiene sia il remake del '53 rimasterizzato in alta definizione che l'originale del 1933, il quale però è in standard definition. Il Blu Ray è stato distribuito anche in Italia e come per l'edizione DVD il film è in lingua originale, ma con sottotitoli opzionabili in italiano. La casa di distribuzione italiana A&R Productions ha distribuito nel 2012 un'edizione in DVD con solo il remake del '53, ma ha poi ristampato la stessa edizione aggiungendo diversi extra e il film del 1933: è la prima edizione in DVD in cui La maschera di cera del 1933 si trova con l'audio in italiano, tuttavia senza sottotitoli. Dunque, nella maggior parte dei casi, il film è reperibile in home video solo come contenuto speciale in diverse edizioni in DVD e solo una in Blu-Ray del remake del '53. In Italia non ha quindi avuto un'edizione in home video tutta sua fino alla fine del 2015, quando la Macok, una neonata casa di distribuzione italiana, ha distribuito un'edizione in DVD del film singolo, con il doppiaggio in italiano, senza lingua inglese o sottotitoli. La Macok si è occupata anche di distribuire una riedizione del film del 1953 e tutti e due i film sono stati distribuiti in queste due nuove edizioni singole nello stesso giorno, il 17 dicembre.

### Critica
Ai tempi dell'uscita il film fu un successo commerciale, dato il fatto che fu ripreso a colori, raro per l'epoca, ma fu anche un successo di critica. La nota rivista Time lo definì un buon thriller/horror anche se con un finale troppo svelto. Invece, oggi, La maschera di cera è ritenuto un cult degli anni '30 ed è recensito molto positivamente, come dimostrano, per esempio, il punteggio del 90% sul famoso sito di recensioni Rotten Tomatoes, la media del 7 nel sito IMDb, le tre stelle e mezzo su cinque del sito MYmovies.it, le tre stelle su cinque di Movieplayer.it, le quattro stelle e mezzo su cinque di Comingsoon.it, la media del 7.2 su Film Tv e le quattro stelle e mezzo del famoso sito di vendite online Amazon.